# Ильин, Дмитрий Александрович
Дми́трий Алекса́ндрович Ильи́н (род. 17 августа 1984, Ленинград) — российский фотограф и фотохудожник. Член Союза фотохудожников России.

## Биография
Дмитрий Ильин родился 17 августа 1984 года в Ленинграде. В 1985 году вместе с родителями переехал в Подольск, где и проживает по настоящее время.

### Творческая деятельность
Серьёзно занимается фотографией с 2011 года. Работает в жанрах репортаж, стрит-фото.
Является учеником профессионального советского фотожурналиста Курбатова Александра Григорьевича.
В 2010 году присоединился к фотоклубу «50мм» города Подольска, с 2013 года является одним из руководителей фотоклуба.
Основная тема фоторабот Ильина Дмитрия — уличная фотография, жанровые съёмки людей в городском окружении.
В 2015 и 2016 году вошел в шорт-лист финалистов ежегодного всероссийского конкурса «Лучшие фотографии России».
В 2016 году работа Ильина Дмитрия под названием «Urban Cubism» вошла в итоговую выставку «Sony World Photography Awards» организованной Всемирной организацией фотографии.
В 2018 году отмечен специальным дипломом жюри Союза фотохудожников России всероссийского конкурса «Молодые фотографы России».

## Выставки
- 2015 — Лучшие фотографии России 2014, Винзавод, Москва[10]
- 2015 — 5-й Международный фотоконкурс имени Карла Буллы, Фонд исторической фотографии имени Карла Буллы, Санкт-Петербург[11][12]
- 2016 — Лучшие фотографии России 2015, Винзавод, Москва[13]
- 2016 — 5-й фестиваль уличной фотографии, Центр документальной фотографии «FOTODOC», Москва[14]
- 2016 — 7-й международный фестиваль фотографии «Волжское биеннале», Русский музей фотографии, Нижний Новгород,[15]
- 2016 — 11-я ежегодная фотовыставка «Город — среда обитания», Выставочный зал Центра книги и графики, Санкт-Петербург[16]
- 2016 — Sony World Photography Awards Exhibition 2016, Сомерсет-хаус, Лондон[5]
- 2016 — 16-й Международный Китайский Фотофестиваль, Большой художественный музей (англ. Shengda Art Museum), Чжэнчжоу, Китай[17]
- 2016 — Планета Москва — 2016, ВДНХ, Москва[18]
- 2017 — 3-й Международный конкурс репортерской фотографии «LifePressPhoto — 2017», Острожская академия, Острог, Украина[19]
- 2017 — 12-я ежегодная фотовыставка «Город — среда обитания», Выставочный зал Центра книги и графики, Санкт-Петербург[20]
- 2017 — 18-й Международный конкурс городской и архитектурной фотографии, Центр искусств Пусан (англ. Busan Art Center), Пусан, Южная Корея[21]
- 2018 — Молодые фотографы России — 2018, Российская государственная библиотека для молодёжи, Москва, Россия[22]
- 2020 — 6-й Международный конкурс репортерской фотографии «LifePressPhoto — 2020», Одесса, Украина[23][24]

## Награды и премии
- 2014 — 1-й Международный фотоконкурс «Fixage — 2014», Россия, золотая медаль международной федерации фотографического искусства FIAP[25]
- 2015 — Международный фотосалон «Digital Photo Archive», Ирландия, почетная наградная лента от Союза фотографов Америки[26]
- 2015 — 5-й Международный фотоконкурс имени Карла Буллы, Россия, 2-е призовое место в номинации «Городской пейзаж»[11]
- 2015 — Международный фотоконкурс IPA СНГ, Россия, 4 золотых, 3 серебряных, 2 бронзовых места[27]
- 2016 — VII открытый конкурс чёрно-белой фотографии им. Николая Костылева, Россия, диплом[28]
- 2017 — 3-й Международный конкурс репортерской фотографии «LifePressPhoto — 2017», Украина, серебряная медаль и диплом Салона[19]
- 2018 — Молодые фотографы России — 2018, Россия, специальный диплом жюри[22]
- 2020 — 6-й Международный конкурс репортерской фотографии «LifePressPhoto — 2020», Украина, диплом Салона[23]
- 2020 — Международный конкурс художественной фотографии «HPS Photo Salon 2020», Греция, серебряная медаль Салона[29]
- 2020 — Фестиваль уличной фотографии Стамбула (англ. Istanbul Street Photography Festival), Турция, Стамбул, топ-10 финалистов[30][31][32]
- 2022 — Best of StreetPhotoRussia, 100 лучших работ[33]

## Публикации
- «Лучшие фотографии России — 2014», книга, Россия, ISBN 978-5-9901798-3-7
- «Лучшие фотографии России — 2015», книга, Россия, ISBN 978-5-9901798-4-4
- «Digital Photo Archive 2015»[26], цифровой каталог, Ирландия
- «Планета Москва — 2016», каталог, Россия
- «Город — среда обитания, 2016», каталог, Россия
- «Работы 16-го Международного Китайского Фотофестиваля», книга, Китай, ISBN 978-7-5179-0621-6
- «Город — среда обитания, 2017», каталог, Россия